# Sociedad de cirugía plástica de Buenos Aires
La Sociedad de Cirugía Plástica de Buenos Aires (SCPBA) es una asociación científica, sin fines de lucro, que agrupa a médicos especializados en cirugía plástica que trabajan y/o habitan en la ciudad de Buenos Aires y el conurbano bonaerense.

## Características generales
Es una regional o filial de la Sociedad Argentina de Cirugía Plástica, Estética y Reparadora (SACPER). Su sede científica es la Asociación Médica Argentina (AMA), donde se realizan las sesiones científicas con el fin de difundir los avances de la especialidad. Es la agrupación científica de cirujanos plásticos más numerosa de la República Argentina; cuenta con más de 800 asociados voluntarios y calificados. Desarrolla actividades de educación médica continua para los especialistas, estén o no asociados a ella, promoviendo la cirugía plástica y mejorando la salud de la población.

## Objetivos y fines
Se destacan dentro de su estatuto los siguientes:
1. Realizar reuniones científicas difundiendo los conocimientos y facilitando el intercambio de opiniones entre sus miembros.
2. Estimular el estudio entre sus asociados y colaborar con la enseñanza de la especialidad.
3. Velar por el cumplimiento de las normas éticas y legales en las prácticas médicas de la especialidad para asegurar la excelencia del sistema.
4. Aportar a la comunidad información veraz, objetiva y de rigor científico sobre la especialidad.

## Estructura organizativa
El gobierno de la SCPBA está constituido por una Asamblea General y una Comisión Directiva. Esta última, integrada por 13 miembros, está dirigida por un presidente, que dura un año. La asamblea se reúne anualmente y elige la Comisión Directiva.
El actual presidente de la SCPBA es Alejandro Paglia.

## Historia
La Sociedad de Cirugía Plástica de Buenos Aires se fundó a mediados de 1978 en la ciudad de Buenos Aires. Fue en una Asamblea, realizada en la Asociación Médica Argentina, donde concurrieron un gran número de cirujanos plásticos citados por las autoridades de la Sociedad Argentina de Cirugía Plástica (SACPER).
En dicha Asamblea, luego de largas deliberaciones con los cirujanos plásticos de todo el país, se decidió por unanimidad la creación de la Sociedad de Cirugía Plástica de Buenos Aires (SCPBA), que pasaría a ser regional de la SACPER al igual que sus similares del interior del país.
A propuesta del cirujano maestro Ernesto Malbec, se aprobó que las primeras autoridades (período 1978/1979) de la SCPBA fueran las mismas que las de la SACPER. De esta manera, la primera comisión directiva estuvo integrada por tres miembros; presidida por Ulises de Santis, Víctor Nacif Cabrera como vicepresidente y José Juri como secretario general.
En la misma Asamblea también se resolvió que Nacif Cabrera fuera el presidente de la SCPBA y de la SACPER por el periodo siguiente (1979/1980). Una vez creada la SCPBA, sus autoridades elaboraron un estatuto que fue aprobado por una nueva Asamblea. Dicha aprobación permitió, dentro del año calendario, realizar la elección de la futura comisión directiva (período 1980/1981). Así se designó al primer presidente de la SCPBA, a Pedro Mugaburu.

### Motivos de su creación
La historia de la cirugía plástica en la Argentina y la evolución de esta especialidad en este país, tiene en la creación y el desarrollo de la Sociedad de Cirugía Plástica de Buenos Aires
un punto de confluencia que no se puede desconocer.
La creación de la SCPBA permitió solucionar un conflicto de orden nacional en la especialidad. Había diferencias entre los especialistas agrupados en el interior del país, que constituían la Federación de cirujanos plásticos del interior y que celebraban las Jornadas de Cirugía Plástica del interior; y los que se agrupaban en la Sociedad Argentina de Cirugía Plástica y que celebraban los Congresos Argentinos de Cirugía Plástica (principalmente de Buenos Aires). El problema se debatió en 1976, en la ciudad de Paraná, en el marco de un Congreso Argentino de Cirugía Plástica y de una Jornada de Cirugía Plástica del Interior, que se desarrollaron en forma conjunta. Fue la labor de Néstor Maquieira quien con su paciente intervención, durante dos años (1976/78), logró la reorganización y reunificación de las sociedades; en las Asambleas de 1977 en Mar del Plata y 1978 en la ciudad de Buenos Aires.

### Otros hechos
La SCPBA fue la sexta regional creada en la SACPER. Fue posterior a La Plata, Córdoba (1964), Rosario (1966), Mendoza (1968) y Mar del Plata (1970). Luego se crearon la del Nordeste (NEA), Noroeste (NOA) y Patagonia.
En 1995, bajo la dirección de Abel Chajchir, se realizó el "1° Simposio Internacional de Cirugía Plástica hacia el Siglo XXI" como se lo llamó en ese momento. El segundo Simposio se realizó en 1997 bajo la dirección de Osvaldo Cudemo y el tercero en 1998 bajo la dirección de Enrique Pedro Gagliardi. Luego de 2000 se conoció como "Simposio Internacional Siglo XXI", de periodicidad anual, constituyéndose en una actividad científica internacional muy reconocida en la especialidad.
En 1996 comenzó a tramitar la personería jurídica, que fue aprobada en 1998. De esta manera, se constituyó en un organismo no gubernamental (ONG), de índole público y de consulta permanente.

### Presidentes
Los presidentes de la SCPBA con sus respectivos períodos fueron los siguientes:
Ulises De Santis (1978-79), Víctor Nacif Cabrera (1979-80), Pedro Mugaburu (1980-81), Enrique Gandolfo (1981-82), Aníbal Oris de Roa (1982-83). Raúl Fernández Humble (1983-84), Jorge Herrera (1984-85), Osvaldo Orduna (1985-86), Luis Albanese (1986-87), Luis Diodato (1987-88), Manuel Viñal (1988-89), Paulino Morales (1989-90), José Cerisola (1990-91), Oscar Guarino (1991-92), José Dos Santos (1992-93), Flavio Sturla (1993-94), Luis Margaride (1994-95), Abel Chajchir (1995-96), Osvaldo Cudemo (1996-97), Enrique Gagliardi (1997-98), Jorge Buquet (1998-99), Andrés Gregoire (1999-2000), Guillermo Flaherty (2001-02), Horacio García Igarza (2002-03), Víctor Vassaro (2003-04), Juan Carlos Seiler (2004-05), Carlos Reilly (2005-06), Martha Mogliani (2005-06), Luis Ginesin (2006-07), Vicente Bertone (2007-08), Jorge Patané (2008-09), Francisco Famá (2009-10), Guillermo Vázquez (2010), Rubén Rosati (2011-12), Ricardo Losardo (2012-13),Omar Ventura (2013-14), Juan Carlos Rodríguez (2014-15), Walter Servi (2015-16), Gustavo Prezzavento (2016-17), Carlos Pestalardo (2017-18), Justo La Torre Vizcarra (2018-19), Pedro Bistoletti (2019-20), Juan José Marra (2020-21), Fabián Cortiñas (2021-22) y Francisco Olivero Vila (2022-23).
Todos ellos, fueron elegidos por votación de sus colegas, quienes confiaron en su trayectoria y capacidad profesional.